# Tortella limosella
Tortella limosella là một loài rêu trong họ Pottiaceae. Loài này được (Stirt.) P.W. Richards & E.C. Wallace mô tả khoa học đầu tiên năm 1950.